# Chojata (distrito)
O Distrito de Chojata é um dos 11 distritos da Província de General Sánchez Cerro, departamento Moquegua, Peru.

## Transporte
O distrito de Chojata é servido pela seguinte rodovia:
- MO-103, que liga o distrito de San Cristobal à cidade de Ichuña
- MO-106, que liga o distrito de Ichuña à cidade de Carumas
- PE-36B, que liga o distrito de Carumas (Região de Moquegua) à cidade de Puno (Região de Puno) [1][2][3]